# Gustaw Kron
Szymon Gustaw Kron (ur. 28 października 1930 w Grudziądzu, zm. 13 stycznia 2016 w Warszawie) – polski aktor teatralny i filmowy.

## Życiorys
Syn aktora i reżysera Edmunda Krona.
Występował w Teatrze im. Adama Mickiewicza w Częstochowie (1952-1956), Teatrze Ludowym w Krakowie (1956-1960), Teatrze im. Juliusza Słowackiego w Krakowie (1960-1969), Teatrze Polskim we Wrocławiu (1969-1972), Teatrze Studio w Warszawie (1972-1976) i Teatrze Narodowym w Warszawie (1976-1990).
Pochowany został na Cmentarzu Komunalnym Północnym w Warszawie.

## Filmografia
- Republika nadziei – mecenas Lange-Wnukowski
- Między ustami a brzegiem pucharu – baron Wertheim
- 07 zgłoś się – Henryk Jagodziński w odc. 12
- Dom (1980, 1982) – towarzysz przemawiający na schodach parowozu (odc. 2). Dyrektor FSO Lebera (odc. 10)
- Pan na Żuławach – restaurator Tokarski
- Stawka większa niż życie (1968) – porucznik Walter

## Nagrody i odznaczenia
- 1972: Nagroda II stopnia za rolę Nagga w Końcówce Becketta na XII Kaliskich Spotkaniach Teatralnych
- 1984: Złoty Krzyż Zasługi